# Punta Dunant
La Punta Dunant (in precedenza denominata Ostspitze) (4.632 m s.l.m.) è una vetta secondaria della Punta Dufour nel Massiccio del Monte Rosa ed è solo due metri più bassa della punta principale.

## Toponimo
Il precedente toponimo Ostspitze significava vetta orientale.
Nel 2014 la montagna è stata rinominata in onore di Henry Dunant fondatore della Croce Rossa.

## Caratteristiche
Si trova nel territorio del comune di Zermatt.
A causa della prominenza di soli 15 metri rispetto alla Punta Dufour la montagna non è inserita nell'elenco principale dei 4000 delle Alpi ma solamente nell'elenco secondario.

## Storia
La prima salita alla vetta fu compiuta nel 1854, un anno prima di quella alla Punta Dufour. D'altra parte a quel tempo non si poteva sapere se fosse più o meno alta della Punta Dufour.